# (3000) Leonardo
(3000) Leonardo est un astéroïde de la ceinture principale qui fut découvert par Schelte J. Bus le 2 mars 1981. Son nom vient du peintre de la Renaissance Léonard de Vinci.

## Compléments